# مقیاس دلیزل
|                                                                                         | از مقیاس دلیزل            | به مقیاس دلیزل              |
| --------------------------------------------------------------------------------------- | ------------------------- | --------------------------- |
| سلسیوس                                                                                  | [°C] = [K] − ۲۷۳٫۱۵       | [K] = [°C] + ۲۷۳٫۱۵         |
| فارنهایت                                                                                | [°F] = [K] × 9⁄5 − ۴۵۹٫۶۷ | [K] = ([°F] + ۴۵۹٫۶۷) × ۵⁄۹ |
| رانکین                                                                                  | [°R] = [K] × ۹⁄۵          | [K] = [°R] × ۵⁄۹            |
| برای فاصله دمایی نه یک دمای خاص ۱ K = ۱°C = ۹⁄۵°F = ۹⁄۵°R مقایسه دما در مقیاس‌های متفاوت |                           |                             |

مقیاس دلیزل (به انگلیسی: Delisle scale) به اختصار °D یک یکای اندازه‌گیری دما است که در سال ۱۷۳۲ میلادی توسط ستاره‌شناس فرانسوی معروف جوزپه نیکولاس دلیزل ابداع شد..

## تاریخچه
در ۱۷۳۲ میلادی دلیزل یک دماسنج جیوه‌ای ساخت که دمای آب جوش را به عنوان صفر در نظر گرفت و انبساط جیوه را به صورت صد-هزار در دماهای پائین‌تر اندازه گرفت.
دماستج دلیزل دارای ۲۴۰۰ یا ۲۷۰۰ درجه بود و برای سرمای زمستان سن پترزبورگ مناسب بود. وی توسط پتر اول به سن پترزبورگ برای کمک هزینه اکتشاف در سال ۱۷۲۵ دعوت شد. دماسنج دلیزل حدود ۱۰۰ سال در روسیه مورد استفاده بود.